# Randia wigginsii
Randia wigginsii là một loài thực vật có hoa trong họ Thiến thảo. Loài này được Standl. ex C.Gust. mô tả khoa học đầu tiên năm 2000.